# Böckersberg
Böckersberg ist eine Ortslage in der bergischen Großstadt Solingen.

## Lage und Beschreibung
Der Ort liegt im Stadtteil Widdert an den zum Unteren Wuppertal abfallenden Hängen im Süden des Stadtbezirks Burg/Höhscheid. Er befindet sich an der Severinstraße etwa im Bereich der Hausnummer 22 und ist dort aufgrund der inzwischen geschlossenen Bebauung entlang der Straße mit (Unten-)Widdert zusammengewachsen. Im Bereich des Ortes zweigt etwas südlich auch eine nach ihm benannte Stichstraße ab. Böckersberg ist ansonsten weitgehend von Wald- und landwirtschaftlichen Flächen umgeben. Bei Böckersberg entspringt ein Quellarm des Rölscheider Bachs, der im Süden in die Wupper mündet und die Hochfläche entwässert. 
Benachbarte Ortslagen sind bzw. waren (von Nord nach West): Heide, Obenwiddert, Rölscheid, Obenrüden, Untenrüden, Untenwiddert, Caspersfeld, Eintracht und Kulle. 

## Etymologie
Der Ortsname ist von dem Familiennamen Böcker oder Böker abgeleitet (vergleiche auch das Schneidwarenunternehmen Böker).

## Geschichte
Der Ort ist seit Anfang des 19. Jahrhunderts nachweisbar. Er entstand auf bisher unbewohntem Terrain zwischen den beiden Orten Unten- und Obenwiddert. Namentlich als Böckersberg verzeichnet ist er allerdings erstmals 1893 in der Preußischen Neuaufnahme. Er gehörte zur Bürgermeisterei Höhscheid, die 1856 zur Stadt erhoben wurde und lag dort in der Flur IV. Widdert.
Mit der Städtevereinigung zu Groß-Solingen im Jahre 1929 wurde Böckersberg ein Ortsteil Solingens. Die Bezeichnung wurde später amtlich als Straßenname für eine von der Serverinstraße abzweigende Stichstraße eingeführt, die südlich an dem Ort vorbeiführt.